# 262 f.Kr.

## Händelser

### Efter plats

#### Grekland
- Efter att Aten kapitulerat efter en lång belägring av makedoniska styrkor, återbesätter Antigonos II Gonatas Aten och förbjuder staden att föra krig. I övrigt lämnar han Aten ifred, som Greklands filosofi- och lärosäte.

#### Romerska republiken
- Rom belägrar staden Agrigentum, som hålls av Karthago under Hannibal Giskos befäl. I Roms belägring ingår båda konsulärarméerna – totalt fyra romerska legioner – och den tar flera månader. Garnisonen i Agrigentum lyckas kalla på förstärkningar och en karthagisk avlastningsstyrka, under Hannos befäl, kommer till undsättning och förstör romarnas försörjningsbas i Erbessus. Dock utkämpas, efter några skärmytslingar, slaget vid Agrigentum, vilket romarna vinner, varpå staden faller i deras händer. Gisko lyckas i slutet av slaget fly till Karthago.
- Efter att ha förlorat Agrigentum retirerar karthagerna för att organisera sin flotta. Under tiden plundrar romarna Agrigentum och förslavar dess grekiska invånare. Romarna har nu bestämt sig för att driva bort karthagerna från Sicilien.

#### Seleukiderriket
- Den seleukidiske kungen Antiochos I:s äldste son Seleukos, som har styrt de östra delarna av kungariket som vicekung i några år, blir avrättad av sin far, då denne anklagar honom för att försöka göra uppror.
- Antiochos I försöker bryta Pergamons växande makt med hjälp av vapenmakt. Pergamons nye härskare Eumenes I besegrar sin stad från seleukidernas överhöghet genom att besegra Antiochos I:s armé nära Sardis (huvudstaden i Lydien) och därmed etablera en självständig stadsstat.
- Antiochos I dör och efterträds av sin andre son Antiochos II Theos.

## Födda
- Apollonios från Perga, grekisk geometriker och astronom av den alexandrinska skolan, känd för sina skrifter om koniska tvärsnitt (död omkring 190 f.Kr.)

## Avlidna
- Filemon, atensk poet och pjäsförfattare av den nya komedin (född omkring 362 f.Kr.)
- Antiochos I Soter, kung av Seleukiderriket sedan 281 f.Kr. (född omkring 323 f.Kr.)